# Yan Kouton
 (avril 2019).
Si vous disposez d'ouvrages ou d'articles de référence ou si vous connaissez des sites web de qualité traitant du thème abordé ici, merci de compléter l'article en donnant les références utiles à sa vérifiabilité et en les liant à la section « Notes et références ».
Yan Kouton est un auteur, poète, parolier et chroniqueur musical, né le 2 juin 1971 à Toulouse (Haute-Garonne). Il vit et travaille entre Brest (Finistère) et la région parisienne. Il est juriste maritimiste de formation.

## Auteur

### Romans
Il a publié un premier roman, Le Passeur, aux éditions Zinédi, en 2005. Puis, chez le même éditeur, suivront en 2007 Les Oiseaux de Proie, et en 2011 Les Effondrements Souterrains.
Aux éditions La Matière Noire, a été publié en 2015, le roman Hostia. La particularité de ce livre est d'avoir été écrit à l'origine comme un texte augmenté, enrichi de liens hypertextes. Il a été décliné par La Matière Noire en format numérique et roman classique.
À la suite de l'arrêt des éditions La Matière Noire, le roman a fait l'objet d'une réédition par Les Cosaques des Frontières en 2017.
Artamor, roman qui est une suite d'Hostia, a été publié chez Les Cosaques des Frontières en 2018.

### Poésie
Créateur de blogues sur lesquels il écrit quotidiennement, Yan Kouton a publié sa poésie dans de nombreuses revues et sites (La Revue des ressources, Ce qui reste, Festival Permanents des Mots, Le Capital des Mots, Levure Littéraire, Le Zaporogue, Les Cosaques des Frontières, Eurydema Ornata, Revue Cabaret, Revue OUPOLI, Revue L'intranquille). La revue littéraire Le Cafard Hérétique publie régulièrement ses poèmes.
En 2016, paraît le poème Beggars, Tramps and Suchlike dans une anthologie de 107 auteurs, sur et pour la rue, dont les bénéfices sont reversés à l'association ActionFroid. Un recueil de poésie a été également publié avec la maison d'éditions Les Occultés, Les Mots sur l’Emoi. La même année, le peintre André Jolivet illustrera un poème de Yan Kouton, dans le cadre du livre d’artiste Le Monde des Villes – Brest. Puis, en 2019, paraîtra Volutes avec RAZ éditions. Parution en 2019 aux éditions QazaQ du livre de prose poétique, Hyperbole. Texte publié ("En Suspens") dans le recueil "Rimbaud et Moi", aux éditions du Pont de L'Europe. Poèmes traduits en anglais par le poète irlandais Peter O'Neill dans la revue Live Encounters.
Publication en 2021, du recueil de poésie "Commun Néant", aux Éditions Unicité.  (ISBN 978-2-37355-604-9)
Publication en 2022, du recueil de poésie "Décombres au Milieu", aux Éditions Lunatique.
La même année, il préface le recueil de poésie, "Nemo", de Grégory Rateau, illustré par Jacques Cauda, aux Éditions Raz. Et le recueil de poésie de Philémon Le Guyader, "La Crevie" illustré par Jacques Cauda, aux Éditions Raz.
Publication en 2023, du recueil de poésie "Commun néant 2", aux Éditions Unicité.
Il co-fonde en 2024 la Maison de la Poésie de Brest, dont il est le Président depuis sa création,.

### Nouvelles
Yan Kouton est aussi l’auteur de nouvelles et de textes courts. Elles sont régulièrement publiées, d’abord dans la Revue Short Stories, puis dans Le Cafard Hérétique et les Cosaques des Frontières. Sur ce dernier site, l’auteur a commencé l’écriture de La Nuit Semblait Venue. Roman en cours
d’élaboration, par épisodes.

### Publications

#### Livres
- Le Passeur (roman), Éditions Zinédi, 2005 (présentation en ligne),  (ISBN 978-2-84859-018-9)
- Les oiseaux de proie (roman), Éditions Zinédi, 2007,  (ISBN 978-2-84859-023-3)
- Des effondrements souterrains (roman), Éditions Zinédi, 2011 (présentation en ligne),  (ISBN 978-2-84859-052-3)
- Hostia (roman), Éditions La Matière Noire, 2015 (lire en ligne),  (ISBN 979-10-2460-131-1)réédition chez Les Cosaques des Frontières en 2018,  (ISBN 979-10-2460-056-7)

- Artamor (roman), Éditions QazaQ, 2017 (lire en ligne [PDF])
- Hyperbole (poésie), Éditions QazaQ, 2019 (lire en ligne [PDF])
- Commun Néant (poésie), Editions Unicité, 2021[17],  (ISBN 978-2-37355-604-9)
- Décombres au Milieu (poésie), Editions Lunatique, 2022[18],[19],  (ISBN 978-2-38398-032-2)
- Commun Néant 2 (poésie), Editions Unicité, 2023[20],  (ISBN 978-2-37355-883-8)

#### Livres d'artistes
- André Jolivet et Yan Kouton, Le Monde des Villes - Brest (poésie/peinture), Voltije Éditions Ltd, 2016poème de Yan Kouton Trois jours et nuit ; 4 exemplaires numérotés et signés par les deux artistes
- Volutes (poésie/illustration), RAZ éditions, coll. « POV », 2018 (présentation en ligne) à RAZ éditions.  (ISBN 978-2-37517-012-0)

#### Revuiste/éditeur
En 2019 il reprend à la suite de Jan Doets, le site de création littéraire Cosaques des Frontières et sa maison d'édition numérique QazaQ.
Traduction
Traduction en français du recueil du poète irlandais Peter O'Neill, "Henry Street Arcade", aux Editions du Pont de L'Europe, 2021 .  (ISBN 978-2-36851-573-0)
Ce livre a donné lieu à une Conférence dans le cadre de l'Alliance Française de Dublin, consacrée à Baudelaire, au mois d'avril 2021. 

## Parolier
C’est aux côtés du musicien Gu’s Musics que Yan Kouton a principalement œuvré comme parolier. Sur le disque Aquaplaning en 2014. Puis Happening en 2017. Ces disques seront remarqués par la critique,,. Chanson écrite pour Clarys, chantée par Peter Milton Walsh (en), "Un moment sans répondre" sur l'album "De Là", sorti le 6 novembre 2020,.
Yan Kouton a sorti, au mois de mai 2020, un disque,"Projet yk/ot", mis en musique par Olivier Triboulois (du groupe A L'Abri de la Tempête), distribué numériquement par Les Disques du Fleuve. Au mois de mai 2021, est sortie la suite de ce projet musical, "TRACER", qui sera également distribué et promu par Les Disques du Fleuve. Puis, l'EP "De Cendres et de Corps" est paru à la fin de l'année 2021 sur Bandcamp. "Des Heures Consacrées", titre de ce dernier EP, est devenu un objet  NFT, disponible sur la plateforme d'art numérique hicetnunc.
Yan Kouton est également un parolier pour le groupe brestois Dolly Matic, les formations A l’Abri de la Tempête,, et Tokelaü — aux côtés d’Olivier Triboulois et de Matthieu Malon. Il a aussi collaboré avec le groupe EAST sur le titre Tes Hanches. Il est également parolier régulier pour Triboulois.
En 2023, il participe sur l'album "Le Petit Chaos", du groupe électro Maman Kusters, à la chanson "Lune Froide", dont il écrit et interprète les paroles. Disque sorti sur le label UNKNOWN PLEASURES RECORDS.
En 2023, sort le disque  "D'un Ciel Bleu", d'Olivier Triboulois, sur lequel Yan Kouton signe 5 textes.
En 2024, sort son troisième album, "Résonance",, en compagnie du musicien Olivier Triboulois. Un album dont le mastering est réalisé par Gilles Martin, qui travailla sur "Boire", le premier disque de Miossec.

## Vidéaste photographe
Yan Kouton a également élaboré des vidéos pour Gu’s Musics, A l’abri de la Tempête et Tokelaü. Il
est aussi photographe – illustrant le recueil Volutes (RAZ éditions), ou ses poèmes dans la revue Le
Zaporogue, notamment.

## Chroniqueur musical
Après avoir collaboré au webzine, À Découvrir Absolument, à l’émission de radio Sound Konnexions, Yan Kouton écrit maintenant des chroniques musicales pour le webzine Indiepoprock.